# Daniela Gaxiola
Luz Daniela Gaxiola González (Culiacán, 25 november 1992) is een Mexicaans baanwielrenster die meerdere medailles won op de Pan-Amerikaanse kampioenschappen baanwielrennen en tweemaal deelnam aan de Olympische Spelen.

## Palmares
| Jaar      | MK                    | P-AK                                     | WK                                         | Overige |
| Als elite | Als elite             | Als elite                                | Als elite                                  | Als elite |
| --------- | --------------------- | ---------------------------------------- | ------------------------------------------ | --- |
| 2010      |                       | teamsprint · 6e 500m tijdrit · 6e sprint |                                            | |
| 2011      |                       | 7e keirin 8e sprint 9e 500m tijdrit      | 13e 500m tijdrit                           | Pan-Amerikaanse Spelen: · keirin · teamsprint · 5e sprint                                                                     |
| 2012      |                       | keirin · sprint · 6e 500m tijdrit        |                                            | |
| 2013      |                       | 10e keirin                               | 15e keirin                                 | |
| 2014      |                       | 7e 500m tijdrit 8e keirin 8e sprint      | 5e keirin 9e teamsprint 21e sprint         | Centraal-Amerikaanse en Caraïbische Spelen: · 500m tijdrit · teamsprint · keirin · sprint                                     |
| 2015      |                       | teamsprint · 5e 500m tijdrit · 7e sprint | 11e teamsprint 17e 500m tijdrit 21e sprint | Pan-Amerikaanse Spelen: 4e sprint 5e keirin                                                                                   |
| 2016      |                       |                                          | 12e teamsprint 13e 500m tijdrit 13e sprint | |
| 2017      |                       | sprint · keirin · 7e teamsprint          | 15e keirin                                 | |
| 2018      |                       | teamsprint · sprint · 500m tijdrit       | 7e teamsprint 12e keirin 25e sprint        | Centraal-Amerikaanse en Caraïbische Spelen: · 500m tijdrit · keirin                                                           |
| 2019      |                       | 500m tijdrit · 4e sprint · 7e keirin     | 4e teamsprint 15e sprint                   | Pan-Amerikaanse Spelen: · teamsprint · sprint                                                                                 |
| 2020      |                       |                                          | 7e sprint 8e teamsprint 10e 500m tijdrit   | |
| 2021      | sprint · 500m tijdrit |                                          |                                            | Olympische Spelen: 6e teamsprint 11e keirin 18e sprint                                                                        |
| 2022      |                       | teamsprint · sprint · 4e keirin          | 9e keirin 19e sprint                       | |
| 2023      |                       | teamsprint · sprint · keirin             | 6e teamsprint 13e keirin 26e sprint        | Pan-Amerikaanse Spelen: · teamsprint · keirin · Centraal-Amerikaanse en Caraïbische Spelen: · teamsprint · sprint · 6e keirin |
| 2024      |                       | teamsprint · sprint · keirin             | 5e teamsprint 16e keirin 22e sprint        | Olympische Spelen: 5e teamsprint 6e keirin 15e sprint                                                                         |